# Hrabstwo Mobile

Piramida wieku hrabstwa

Hrabstwo Mobile – hrabstwo w Stanach Zjednoczonych, w stanie Alabama, położone nad zatoką Mobile i cieśniną Mississippi Sound (Zatoka Meksykańska). W roku 2003 liczba ludności w hrabstwie wynosiła 399 747. Siedzibą władz hrabstwa oraz największym miastem jest Mobile.

## Historia
- Hrabstwo Mobile zostało założone w roku 1702.
- Hrabstwo nawiedziły dwa silne huragany. W roku 1979 Huragan Frederic, w 2005 Huragan Katrina. W związku ze zniszczeniami jakie spowodowały huragany, hrabstwo przez krótki czas znajdowało się w stanie klęski.

## Geografia
Według danych amerykańskiego Biura Spisów Ludności (U.S. Census Bureau), hrabstwo zajmuje powierzchnię 4 258 km², z czego 3 194 km² stanowią lądy, a 1 064 km² (25%) stanowią wody.

### Sąsiednie hrabstwa
- Hrabstwo Washington (północ)
- Hrabstwo Baldwin (wschód)
- Hrabstwo Jackson (Mississippi) (południowy zachód)
- Hrabstwo George (Mississippi) (zachód)
- Hrabstwo Greene (Mississippi) (północny zachód)

## Demografia
Według spisu z roku 2000, hrabstwo zamieszkuje 399 843 osób, które tworzą 150 179 gospodarstw domowych oraz 106 777 rodzin. Gęstość zaludnienia wynosi 125 osób/km². Na terenie hrabstwa znajduje się 165 101 budynków mieszkalnych o średniej częstości występowania na poziomie 52 budynków/km². 63,07% ludności hrabstwa to ludzie biali, 33.38% to czarni, 0,67% rdzenni Amerykanie, 1,41% Azjaci, 0,03% mieszkańcy z wysp Pacyfiku, 0,40% ludność innych ras, 1,04% ludność wywodząca się z dwóch lub większej ilości ras,  1,22% to Hiszpanie lub Latynosi.
W hrabstwie znajduje się 150 179 gospodarstw domowych, z czego w 34,40% z nich znajdują się dzieci poniżej 18 roku życia. 49,50% gospodarstw domowych tworzą małżeństwa. 17,70% stanowią kobiety bez męża, a 28,90% to nie rodziny. 24,80% wszystkich gospodarstw składa się z jednej osoby. W 8,80% znajdują się samotne osoby powyżej 65 roku życia. Średnia wielkość gospodarstwa domowego wynosi 2,61 osoby, a średnia wielkość rodziny to 3,13 osoby.
Populacja hrabstwa rozkłada się na 27,50% osób poniżej 18 lat, 10,00% osób z przedziału wiekowego 18-24 lat, 28,70% osób w wieku od 25 do 44 lat, 21,90% w wieku 45-64 lat i 12% osób które mają 65 lub więcej lat.
Średni roczny dochód w hrabstwie dla gospodarstwa domowego wynosi 33 710 $ a średni roczny dochód dla rodziny to 40 378 $. Średni dochód mężczyzny to 32 329 $, kobiety 21 986 $. Średni roczny dochód na osobę wynosi 17 178 $. 15,60% rodzin i 18,50% populacji hrabstwa żyje poniżej minimum socjalnego, z czego 26,20% to osoby poniżej 18 lat a 14,60% to osoby powyżej 65 roku życia.

## Miasta
- Bayou La Batre
- Chickasaw
- Citronelle
- Creola
- Dauphin Island
- Mobile
- Mount Vernon
- Prichard
- Saraland
- Semmes
- Satsuma

## CDP
- Axis
- Belle Fontaine
- Bucks
- Chunchula
- Gulfcrest
- Grand Bay
- Movico
- Theodore
- Tillmans Corner